# زهرة الخليج
زهرة الخليج هي مجلة شهرية فنية ثقافية عامة صادرة عن شبكة أبو ظبي للإعلام (بدأ الإصدار الشهري اعتباراً من يناير 2020). (شركة أبو ظبي للإعلام تصدر أيضاً مجلة ناشيونال جيوغرافيك العربية) وتصدر المجلة من الإمارات العربية المتحدة وتوزع تقريباً في جميع أنحاء العالم العربي. تستهدف المجلة النساء خاصة بين عمرى 20-45 عامًا. تم إطلاق المجلة عام 1979م.
وتُقدم مجلة زهرة الخليج تنوع في المواضيع على مختلف الأصعدة سواء كانت فنية أو ثقافية أو اجتماعية، إضافة مواكبتها أحدث صيحات الموضة النسائية في العالم مما ساعد على خلق مجتمع نسائي كبير مهتم بما تصدره المجلة من مواضيع كانت على تماس مباشر مع البيت العربي.
كانت مجلة زهرة الخليج أسبوعية منذ إصدار عددها الأول في مايو 1979وحتى ديسمبر 2019.

## وصلات خارجية
- الموقع الرسمي